# Wiktor Wassiljewitsch Gorbatko
Wiktor Wassiljewitsch Gorbatko (russisch Виктор Васильевич Горбатко; * 3. Dezember 1934 in Wenzy-Sarja, Asow-Schwarzmeer-Region, heute in der Region Krasnodar, Russische SFSR, Sowjetunion; † 17. Mai 2017 in Moskau) war ein sowjetischer Kosmonaut.
Gorbatko besuchte zunächst die Mittelschule, trat anschließend in die Sowjetarmee ein und wurde von 1952 bis 1956 zum Militärflieger ausgebildet. Danach tat er Dienst bei den Luftstreitkräften.

## Wostok und Woschod
Ab März 1960 bildete Gorbatko zusammen mit 19 anderen Luftwaffenpiloten die erste Kosmonautengruppe der Sowjetunion. Er durchlief das gesamte Trainingsprogramm, gehörte aber nicht zu den sechs Kosmonauten, die die ersten Flüge des Wostok-Raumschiffs durchführen sollten.
Er war für spätere Wostok-Flüge vorgesehen, die dann aber zugunsten der mehrsitzigen Woschod-Raumschiffe abgesagt wurden. Die Mannschaftseinteilung der sowjetischen Raumflüge wurde nicht nur unter technischen Gesichtspunkten getroffen, es spielten auch politische Gründe und die Rivalität der konkurrierenden Konstruktionsbüros eine Rolle.
Zuerst war Gorbatko als einer der Kommandanten der ersten beiden Woschodflüge vorgesehen, dann aber blieb ihm nur der Posten als Ersatzkommandant von Woschod 2. Bei der nächsten Mission, Woschod 3, hätte Gorbatko Chancen gehabt, zu seinem ersten Weltraumflug zu kommen, aber die Vorbereitungen zogen sich in die Länge. Dieser Flug wurde offiziell nie abgesagt, kam aber nie in ein konkretes Planungsstadium.

## Sojus
Ab Herbst 1965 befand sich Gorbatko zusammen mit sieben anderen Kosmonauten in der Ausbildung für die neuen Sojus-Raumschiffe, die für das sowjetische Mondlandeprogramm konstruiert wurden. Zeitweise bildete er eine Mannschaft zusammen mit Andrijan Nikolajew, dem Veteranen von Wostok 3.
Gegen Ende 1966 wurde Gorbatko als Ersatzbesatzung für einen der ersten beiden Sojusflüge gehandelt sowie als Besatzung für einen der beiden nächsten. Wie üblich würde die endgültige Zuweisung erst kurz vor dem Start feststehen.
Gorbatko war dann tatsächlich als Ersatzmann für Sojus 2A vorgesehen. Dieses Raumschiff sollte im April 1967 als passiver Rendezvous- und Dockingpartner für Sojus 1 dienen und zwei seiner Kosmonauten den Umstieg im All ermöglichen.
Aufgrund von Problemen mit Sojus 1 in der Erdumlaufbahn blieb die startbereite Sojus 2A am Boden. Das rettete der Mannschaft von Sojus 2A das Leben, denn Sojus 1 zerschellte bei der Landung durch konstruktions- und fertigungsbedingtes Versagen des Fallschirmsystems. Dessen Kommandant Wladimir Komarow wurde dabei getötet. Auch bei Sojus 2A wurden anschließend die gleichen Mängel festgestellt.
Im August 1967 wurden bei Gorbatko Herzprobleme festgestellt, worauf ihm zeitweise die Flugtauglichkeit abgesprochen wurde.
Am 15. Dezember 1968 erhielt Gorbatko wie einige seiner Kosmonautenkollegen sein Diplom von der Schukowsky Testpiloten-Hochschule.
Die gescheiterte Mission von Sojus 1 und Sojus 2, das Ankoppeln in der Erdumlaufbahn und das Umsteigen zweier Kosmonauten wurde im Januar 1969 von Sojus 4 und Sojus 5 nachgeholt. Gorbatko war dabei Ersatzmann für Jewgeni Chrunow und Alexei Jelissejew in Sojus 5, kam aber nicht zum Einsatz.
Im April 1969 wurde Gorbatko schließlich für seinen ersten Raumflug eingeteilt, bei dem erstmals drei Sojus-Raumschiffe beteiligt sein sollten.
Am 12. Oktober 1969 startete Gorbatko als Forschungskosmonaut mit Sojus 7. Mit an Bord waren der Kommandant Anatoli Filiptschenko und Bordingenieur Wladislaw Wolkow, die beide ebenfalls ihren ersten Raumflug unternahmen.
Knapp neun Jahre hatte Gorbatko auf seinen ersten Raumflug gewartet. Am Vortag war Georgi Schonin mit Sojus 6 gestartet, so dass nur noch Dmitri Saikin als Mitglied der ersten Kosmonautengruppe der UdSSR auf seinen Einsatz wartete. Saikin musste jedoch im folgenden Oktober das Kosmonautenkorps aus medizinischen Gründen verlassen, so dass Gorbatko derjenige der ersten Gruppe war, der am längsten auf seinen Einsatz warten musste.
In der Erdumlaufbahn führte Sojus 7 ein Rendezvous mit Sojus 6 und Sojus 8 durch. Eine geplante Kopplung misslang jedoch. Der Raumflug dauerte fünf Tage.

## Saljut und Interkosmos
Nach diesem Flug wurde Gorbatko für die neue Saljut-Raumstation ausgebildet, aber das Unglück von Sojus 11 und Probleme mit den folgenden Saljut-Stationen verzögerten das Programm.
Erst im Jahre 1976 bekam er wieder eine Flugzuweisung: Er arbeitete in der Unterstützungsmannschaft von Sojus 21. Für den Flug von Sojus 23 im Oktober 1976 war er in der Ersatzmannschaft.
Am 7. Februar 1977 startete Gorbatko mit Sojus 24 zu seinem zweiten Raumflug, dieses Mal als Kommandant. Zusammen mit seinem Bordingenieur Juri Glaskow flog er zur Raumstation Saljut 5, die von der Besatzung von Sojus 21 vorzeitig verlassen worden war. Dieser Raumflug dauerte 18 Tage.
Im Jahr 1978 war er Ersatzmann für Waleri Bykowski beim Raumflug von Sojus 31, bei dem im Rahmen des Interkosmos-Programms zum ersten Mal ein Deutscher (Sigmund Jähn) in den Weltraum flog. Gorbatkos deutscher Partner in der Ersatzbesatzung war Eberhard Köllner.
Zu seinem dritten Raumflug startete Gorbatko am 2. Juli 1980 mit Sojus 37. Zusammen mit dem vietnamesischen Kosmonauten Phạm Tuân flog er zur Raumstation Saljut 6 und traf dort auf die Stammbesatzung Leonid Popow und Waleri Rjumin. Nach acht Tagen kehrten sie im Raumschiff Sojus 36 zurück.

## Nach der aktiven Zeit
Als am 26. Januar 1982 Waleri Bykowski, Alexei Leonow, Andrijan Nikolajew und Pawel Popowitsch das Kosmonautenkorps verließen, war Gorbatko neben Boris Wolynow der einzig verbliebene aktive Kosmonaut der ersten Gruppe.
Gorbatko quittierte seinen Dienst kurz darauf am 28. August 1982 und wurde stellvertretender Präsident des Sportkomitees des sowjetischen Verteidigungsministeriums. Später arbeitete er als Professor an der Luftwaffeningenieurakademie in Moskau.
Gorbatko war verheiratet und hat zwei Töchter aus erster Ehe.